# Ending Aging
Ending Aging: The Rejuvenation Breakthroughs that Could Reverse Human Aging in Our Lifetime är en bok från 2007 skriven av biogerontologen Aubrey de Grey, tillsammans med hans forskningsassistent Michael Rae. I boken Ending Aging beskrivs de Greys förslag om att eliminera åldrande som orsak till försvagning och död hos människor, och återställa kroppen till ett obestämt ungdomligt tillstånd, ett projekt som han kallar "Strategies for engineered negligible senescence" ("SENS"). De Grey menar att det är möjligt att besegra åldrandet, möjligen inom några decennier, och han beskriver åtgärder som kan vidtas för att påskynda utvecklingen av regenerativa medicinska behandlingar för varje del av åldrandet.

## Utgåvor
- St. Martin's Press, 1:a upplagan (inbunden, 389 sidor), utgiven 4 september 2007:ISBN 0-312-36706-6
- St. Martin's Griffin, 1:a nytrycksupplagan med nytt efterord (pocketbok, 448 sidor), släppt 14 oktober 2008:ISBN 0-312-36707-4

## Översättningar
- Tyska: Niemals alt! : So lässt sich das Altern umkehren. Fortschritte der Verjungungsforschung , avskrift Verlag, Bielefeld 2010
- Spanska: El Fin del Envejecimiento. Los avances que podrían revertir el envejecimiento humano durante nuestra vida, Lola Books, Berlín 2013
- Italienska: La fine dell'invecchiamento: Come la scienza potrà esaudire il sogno dell'eterna giovinezza, D Editore, Roma 2016
- Portugisiska: O fim do envelhecimento: Os avanços que poderiam reverter o envelhecimento humano durante nossa vida, NTZ, 2018

Boken har inte officiellt översatts till ryska, men det finns en inofficiell icke-kommersiell fanöversättning med namnet "Отменить Старение", som distribueras på internet i PDF-format.